# Karnasurtita-(Ce)
La karnasurtita-(Ce) és un mineral de la classe dels silicats. Va ser anomenada originalment kozhanovita, però sense cap descripció. Més tard va ser anomenada karnasurtita per la seva localitat tipus, el mont Karnasurt, a Rússia. El sufix es va afegir l'any 1987 per indicar que l'element de terres rares dominant és el ceri.

## Característiques
La karnasurtita-(Ce) és un silicat de fórmula química (Ce,La,Th)(Ti,Nb)(Al,Fe)(Si₂O₇)(OH)₄·3H₂O. La seva duresa a l'escala de Mohs és 2.
Segons la classificació de Nickel-Strunz, la karnasurtita-(Ce) pertany a «09.BE - Estructures de sorosilicats, amb grups Si₂O₇, amb anions addicionals; cations en coordinació octaèdrica [6] i major coordinació» juntament amb els següents minerals: wadsleyita, hennomartinita, lawsonita, noelbensonita, itoigawaïta, ilvaïta, manganilvaïta, suolunita, jaffeïta, fresnoïta, baghdadita, burpalita, cuspidina, hiortdahlita, janhaugita, låvenita, niocalita, normandita, wöhlerita, hiortdahlita I, marianoïta, mosandrita, nacareniobsita-(Ce), götzenita, hainita, rosenbuschita, kochita, dovyrenita, baritolamprofil·lita, ericssonita, lamprofil·lita, ericssonita-2O, seidozerita, nabalamprofil·lita, grenmarita, schüllerita, lileyita, murmanita, epistolita, lomonossovita, vuonnemita, sobolevita, innelita, fosfoinnelita, yoshimuraïta, quadrufita, polifita, bornemanita, xkatulkalita, bafertisita, hejtmanita, bykovaïta, nechelyustovita, delindeïta, bussenita, jinshajiangita, perraultita, surkhobita, perrierita-(Ce), estronciochevkinita, chevkinita-(Ce), poliakovita-(Ce), rengeïta, matsubaraïta, dingdaohengita-(Ce), maoniupingita-(Ce), perrierita-(La), hezuolinita, fersmanita, belkovita, nasonita, kentrolita, melanotekita, til·leyita, kil·lalaïta, stavelotita-(La), biraïta-(Ce), cervandonita-(Ce) i batisivita.

## Formació i jaciments
Va ser descoberta al Hackmanite Stock del mont Karnasurt, una montanya situada al massís de Lovozero, dins la Península de Kola (Rússia). També ha estat descrita en altres indrets propers a dins del mateix massís, així com al complex alcalí Red Wine de la regió de Labrador, al Canadà.